# Choluteca (tỉnh)
Choluteca là một trong 18 tỉnh (departamentos) của Honduras. Đây là tỉnh cực nam của Honduras, giáp với vịnh Fonseca về phía tây và các tỉnh Nuevo Segovia, Madriz, Chinandega của Nicaragua về phía đông và nam.
Tỉnh lỵ là thành phố Choluteca. Sông Choluteca chảy qua tỉnh này. Tỉnh có diện tích 4.211 km&sup2, dân số năm 2005 ước khoảng 420.350 người.
Tỉnh Choluteca được lập năm 1825 làm một trong những tỉnh đầu tiên sau thuộc địa của Honduras. Tỉnh có ranh giới như hiện nay vào năm 1893 khi Valle đã được tách ra từ phần cực tây của tỉnh.

## Các đô thị
1. Apacilagua
2. Choluteca
3. Concepción de María
4. Duyure
5. El Corpus
6. El Triunfo
7. Marcovia
8. Morolica
9. Namasigue
10. Orocuina
11. Pespire
12. San Antonio de Flores
13. San Isidro
14. San José
15. San Marcos de Colón
16. Santa Ana de Yusguare